# Иссакуина
Округ Иссакуина (англ. Issaquena County) — округ штата Миссисипи, США. Население округа на 2000 год составляло 2274 человек. Административный центр округа — город Мейерсвилл.

## История
Округ Иссакуина основан в 1844 году.

## География
Округ занимает площадь 1069,7 км².

## Демография
Согласно переписи населения 2000 года, в округе Иссакуина проживало 2274 человек (данные Бюро переписи населения США). Плотность населения составляла 2,1 человек на квадратный километр.